# Mort d'Ossama bin Laden
La mort d'Ossama bin Laden es va informar el dilluns 2 de maig de 2011, aproximadament a les 02:30 UTC. Les forces Militars dels Estats Units d'Amèrica van disparar i matar Ossama bin Laden després d'un bombardeig de 40 minuts a Abbottabad, el Pakistan, i llavors van agafar el cos de la víctima. L'operació va ser realitzada per 25 soldats sota el comandament de la unió d'operacions especials en funcionament al Pakistan amb l'Agència Central d'Intel·ligència (CIA) dels EUA.
Després d'un control prudent d'un complex residencial del qual se sospitava que era la residència paquistanesa d'Ossama, les forces militars dels EUA es van enviar a través de la frontera de l'Afganistan per llançar l'atac. Fonts oficials del Pakistan confirmen que Ossama va ser assassinat al país per les forces militars dels Estats Units.
El cos va ser recuperat pels militars dels EUA i va estar en la seva possessió. ABC News ha informat que el cos ha estat identificat per tres mostres d'ADN. Tanmateix Reuters informa que els resultats de prova d'ADN estarian disponibles en els dies vinents i el cos de bin Laden va ser identificat utilitzant tècniques de reconeixement facials.

## Localització d'Ossama bin Laden
Els oficials d'intel·ligència americans descobrien el parador d'Ossama bin Laden seguint un dels seus missatgers. La informació es recollia de detinguts de la Badia de Guantánamo, que donaven el pseudònim del missatger als oficials d'intel·ligència i deien que era un protegit de Khàlid Xeikh Mohàmmed. El 2007, els oficials dels EUA descobrien el nom real del missatger i el 2009, on vivia. L'agost de 2010, el compost del missatger a Abbottabad, el Pakistan, estava situat. Utilitzant fotos de satèl·lit i informes d'intel·ligència, la CIA suposava els habitants de la mansió. El setembre, la CIA va concloure que era molt probable que fos la residència de Laden, i que era un "costum construir per amagar algú d'importància". Els oficials endevinaven que era amb la seva muller més jove.
Construït el 2005, el complex d'un milió de dòlars era localitzat en un "cim que s'imposa" sobre les fites exteriors de la ciutat, i tenia alta seguretat. La mida de la casa era vuit vegades més grans que les del seu voltant, i estava envoltada per parets de 3 metres i mig amb filat espinós. Hi havia dues portes de seguretat, i el balcó del tercer pis tenia una paret de 2,1 metres d'alçada. Els residents cremaven les seves escombraries, a diferència dels seus veïns, que simplement ho exposen per a col·lecció. Al complex residencial li mancava Internet i les connexions de servei telefònic.
El president Obama es trobava amb els seus assessors de seguretat el 14 de març, de 2011, en la primera de cinc reunions de seguretat durant sis setmanes. El 29 d'abril, a les 8:20 a.m, Obama convocava a Thomas Donilon, John O. Brennan, i uns altres assessors de seguretat, en l'Espai Diplomàtic, on autoritzava un atac del complex residencial Abbottabad. No es va informar al Pakistan d'aquesta decisió.

## Atac
L'atac va ser fet conjuntament per 20-25 helicòpters de les forces d'armada dels Estats Units sota el comandament de la unió especial d'operacions en cooperació amb la CIA. Mentre que l'operació homicida era dirigida totalment per les forces dels EUA, segons el Ministeri d'afers estrangers del Pakistan, els oficials de l'Isi del Pakistan eren també presents en el moment de l'operació, tant és així que es va qualificar d'una operació conjunta.
Les SEAL van assaltar el complex residencial aproximadament a l'hora local d'1 am, i comprometia Ossama bin Laden i els seus homes en un bombardeig. L'atac va durar aproximadament 40 minuts. Uns altres tres homes adults, presents en el complex residencial, també foren assassinats en l'operació, incloent-hi un fill adult d'Ossama bin Laden. Bin Laden era disparat al cap. Un dels helicòpters que utilitzaren per trencar les parets de les mansions va patir una avaria mecànica, fent, així, que no pogués enlairar-se amb els soldats. Les Forces armades dels Estats Units van cremar aquest helicòpter per assegurar l'operació i el cos de Laden va sortir a peu.
Els altres dos homes es va informar que eren missatgers d'Ossama. També es va informar que es va assassinar una dona en l'operació; segons un oficial dels Eua sense nom, un dels homes adults havia intentat utilitzar-la com a escut humà. Dues altres dones van ser ferides. El GEO NEWS de Karachi va descriure un accident d'helicòpters i "tiroteig pesat" en el vespre de l'1 de maig "prop del PMA (Acadèmia Militar del Pakistan) Carretera Kakul". L'atac s'executava sense el coneixement o consentiment de les autoritats paquistaneses.
Segons un oficial dels EUA el 2 de maig, el cos de Laden era manejat d'acord amb la pràctica islàmica tradicional, i era enterrat al mar aviat després de mort, d'acord amb tradició islàmica.

## Seqüeles
Un oficial governamental del Pakistan sense identificar confirmava a Agence France-Presse el 2 de maig que Ossama bin Laden va ser mort en l'operació. El Pakistan Tehrik-jo-Taliban emetia una declaració el 2 de maig que negava que Ossama hagués mort. En hores posteriors, el portaveu paquistanès Taliban Ehsanullah Ehsan deia que si havia estat martiritzat, de fet, era, "una gran victòria per a nosaltres perquè el martiri és el propòsit de tots nosaltres" i prometia prendre revenja contra el Pakistan i els Estats Units.
El cos de Bin Laden va ser llençat al mar en menys d'un dia després de la seva mort; un temps curt entre mort i enterrament és un aspecte previst en la tradició islàmica. Un enterrament al mar impedeix cap localització definitiva, per evitar que el lloc d'enterrament es pugui convertir en un "santuari terrorista".
El seu disc dur fou registrat i es trobà que hi havia videojocs piratejats i sèries d'anime.

## Reaccions

### Estats Units

#### Discurs del president Obama
Cap al vespre de l'1 de maig de 2011, unes organitzacions de notícies americanes informaven que el president faria un discurs important, el tema del qual no era desvelat. Es van estendre rumors sobre aquest discurs, fins que es va revelar que Obama havia d'anunciar la mort d'Ossama bin Laden. A les 11:30 p.m. Edt (2 de maig, de 2011, 3:30 Utc), el President Barack Obama confirmava això i deia que Ossama havia estat mort per "un petit equip d'americans". Explicava com, l'assassinat d'Ossama, era aconseguit després d'investigar una iniciativa des de l'agost de 2010, que el seu paper era en la sèrie d'esdeveniments, i que la mort d'Ossama tenía un significat en un nivell simbòlic i pràctic.
| «                                     | Today, at my direction, the United States launched a targeted operation against that compound, in Abbottabad, Pakistan. A small team of Americans carried out the operation with extraordinary courage and capability. No Americans were harmed. They took care to avoid civilian casualties. After a firefight, they killed Osama bin Laden and took custody of his body. (Traducció al català: Avui, sota la meva direcció, Estats Units va llançar una operació dirigida contra aquest compost, a Abbottabad, Pakistan. Un petit equip de nord-americans va portar a terme l'operació amb extraordinari coratge i capacitat. Cap nord-americà va resultar ferit. Es van cuidar d'evitar baixes civils. Després d'un tiroteig, van matar a Osama bin Laden i van prendre la custòdia del seu cos.) | » |
| — President Barack Obama, May 1, 2011 | |   |

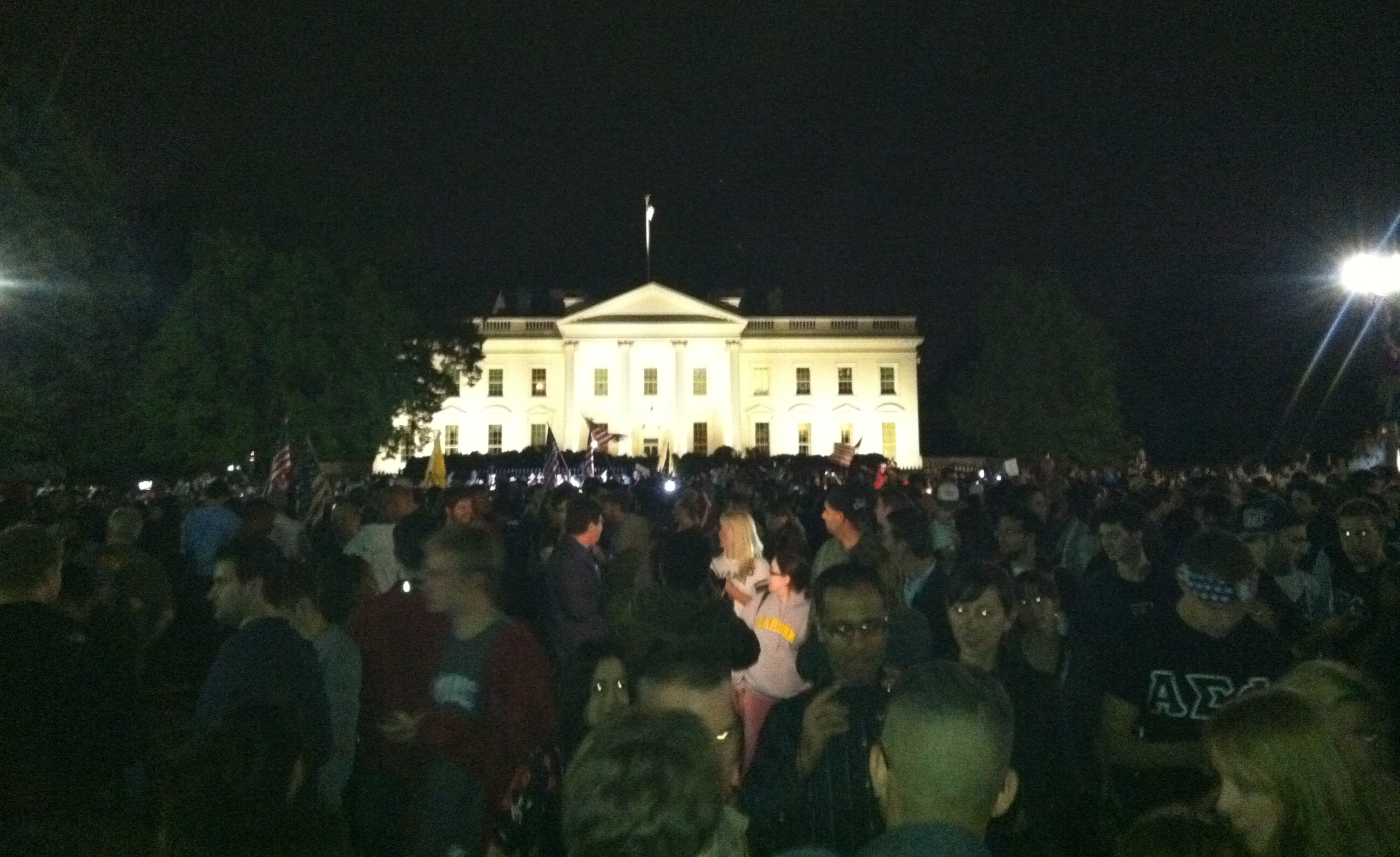
Reacció dels americans davant la mort d'Ossama.

#### Altres reaccions des dels EUA
Al cap d'uns minuts d'anunciar-lo oficialment, les multituds es reunien espontàniament a fora de Casa Blanca, Zona Zero, el Pentàgon i a la Plaça de Times Square de Nova York per celebrar-ho. A Dearborn, Michigan, un suburbi de Detroit amb una població gran de musulmans, una multitud petita es reunia a fora de l'Ajuntament en la celebració, molts eren de descens Oriental Mitjà. Des del començament fins al final del discurs d'Obama, 4,000 tweets per segon eren enviats a Twitter. En el mitjà U-S-A iniciat! es feien aclamacions en resposta a les notícies. De la mateixa manera que es procedia a Wwe Extreme Rules 2011; una emissió que fou rentransmesa des de St. Pete Times Forum a Tampa, Florida, novament coronat Wwe Champion John Cena anunciava les notícies a l'audiència després de la conclusió de l'esdeveniment, resultant en un massiu "U-S-A"!, un cant des de la multitud.
L'anterior president George W. Bush deia que "Aquesta consecució transcendental marca una victòria per a Amèrica, per a gent que busca pau al voltant del món, i per a tots els que perdien un estimat l'11 de setembre, de 2001." L'esdeveniment també era aplaudit per uns altres líders Republicans, incloent-hi l'anterior governador de Massachusetts Mitt Romney, l'anterior governador de Minnesota Tim Pawlenty i Senator John Mccain. L'anterior president que Bill Clinton descrivia això com a "moment profundament important per a la gent a tot el món que volen construir un futur comú de pau, llibertat, i cooperació per als nostres nens". L'alcalde de la Ciutat de Nova York, Michael Bloomberg, deia que esperava que la mort d'Ossama bin Laden "consolaria aquells que perdien un estimat" en l'11 de Setembre, 2001 atacs. L'anterior assessor de seguretat nacional i secretari de l'estat de Condoleezza Arròs, caracteritza el cas a les notícies com "Absolutament emocionant", sumant-se que "se l'aclaparava amb agraïment i continua sentint-se sorprès pel que els nostres militars han aconseguit.".

### Pakistan
Després de la mort d'Ossama bin Laden, el President Asif Ali Zardari convocava xerrades d'emergència amb el Primer Ministre, Yousuf Raza Gilani, i caps de seguretat a Islamabad. Algú al Pakistan reaccionava amb impressió a l'"il·legal incursió i assassinat extrajudicial per forces estrangeres al seu territori sobirà". Els oficials militars del Pakistan eren declinats per comentar, atribuint qüestions al ministeri estranger. El Primer Ministre del Pakistan Yousaf Raza Gillani ha manifestat "Que no deixarem la nostra terra per ser utilitzada contra cap altre país per al terrorisme, i per això penso que és una gran victòria, és un èxit i felicito l'èxit d'aquesta operació."

### Internacional
- Afganistan: el president de l'Afganistan Hamid Karzai, parlant sobre la mort de bin Laden va dir, "És meravellós. Són grans notícies", argumentant que bin Laden "ha estat un dels enemics claus de la humanitat i la civilització, i ha estat realment un problema essencial per a la humanitat."[49] Emfatitzava que "l'Afganistan tenia raó" dient que "la baralla en contra de terrorisme no és als pobles de l'Afganistan, no entre la gent pobra de l'Afganistan,", però en "refugis segurs",[50] i feia un clam els Talibans per abandonar les armes.
- Austràlia: la primera ministra d'Austràlia, Julia Gillard, donava la benvinguda a les notícies de la mort de bin Laden, dient "Ossama bin Laden va declarar la guerra a gent innocent i avui ha pagat el preu per aquella declaració."[51] També deia que era "una mesura de petita justícia".[52]
- Àustria: el Ministre d'Assumptes Exteriors Austríac Michael Spindelegger donava la benvinguda a les notícies, anomenant-lo "un alleujament per a molta gent", però sent-li advertit que no s'ha d'interpretar com a "victòria final sobre el terrorisme".[53]
- Canadà: el Primer ministre del Canadà, Stephen Harper, deia que la mort d'Ossama bin Laden "assegura un sentit de justícia per a les famílies dels 24 canadencs assassinats" (l'11 de setembre, de 2001), i deia també que "El Canadà rep les notícies de la mort d'Ossama bin Laden amb satisfacció serena".[54]
- Txèquia: el primer ministre txec Petr Neas deia que "la mort d'Ossama bin Laden és una fita significativa en la baralla contra terrorisme, en l'esforç per assegurar el món, encara que no és llunyà del seu final. És un missatge simbòlic important als supervivents de víctimes d'atacs terroristes per Al Qaeda, i un senyal clar a tots els partits sense respecte per llei i vides humanes a qualsevol lloc al món: la vida humana destruïda no es pot reemplaçar, però el culpable no es queda impune".[55]
- França: el Ministre d'Assumptes Exteriors Francès, Alain Juppé, deia en una ràdio estatal que "la mort de Laden és una victòria per a totes les democràcies que combaten l'assot abominable de terrorisme." Passava a dir, "França, els Estats Units i els estats europeus funcionen de prop junts per combatre terrorisme, així estic sobrecontent per les notícies."[56]
- Alemanya: Deia el Ministre d'Assumptes Exteriors Alemany Guido Westerwelle, "que una aturada es podria posar al comerç sagnant d'aquest terrorista són bones notícies per a totes les persones que estimen la pau i són lliure pensadores al món.".[57]
- Hongria: el Ministre d'Assumptes Exteriors Hongarès, Janos Martonyi, deia "La mort d'Osama Bin Laden és un èxit essencial en la guerra sobre terrorisme internacional, però no significa el final d'aquesta guerra. Un enemic molt important i resolut de la nostra civilització sencera ha caigut.".[58]
- Índia: el Ministre P. Chidambaram deia que l'amagatall d'Ossama bin Laden al Pakistan era una qüestió de preocupació greu per l'Índia, i mostrava que "molts dels autors dels Atacs de terror de Mumbai, incloent-hi els controladors i els handlers dels terroristes que de fet feien l'atac, continuen sent protegits al Pakistan." També demanava al Pakistan arrestar-los.[59]
- Iran: Alaeddin Boroujerdi, cap de la comissió de política exterior del Parlament Iranià, manifestava "si és veritat, llavors l'assassinat d'Ossama després de 10 anys de l'incident de l'11 de setembre no és cap gran problema".[60]
- Israel: el Primer Ministre d'Israel Binyamín Netanyahu deia que la mort de Laden era un "triomf ressonant per a nacions democràtiques que combatien el terrorisme."[61]
- Itàlia: el Primer Ministre d'Itàlia Silvio Berlusconi deia que la mort de Laden "és un gran resultat en la baralla contra mal, en la baralla contra terrorisme, un gran resultat per als Estats Units i per a totes les democràcies".[48]
- Japó: el Ministre d'Assumptes Exteriors del Japó, Takeaki Matsumoto, deia, "Un fet que, per als nostres oficials, era preocupant. Mentre que la seva mort es confirmava, no significa que s'elimini terrorisme".[62]
- Kenya: el Primer Ministre Kenyà Raila Odinga deia "Que és una consecució essencial en la guerra contra terrorisme".[63]
- Líbia: el Coronel de les forces armades libies Ahmed Omar Bani manifestava que "estem molt feliços i estem esperant el pròxim pas. Volem que els americans facin igual a Gaddafi."[64]
- Malàisia: el ministre Hishammuddin Hussein diu que espera que la mort de bin Laden ajudaria donar una pau universal i harmonia.[65]
- OTAN: el Secretari General de l'OTAN Anders Fogh Rasmussen diu que l'assassinat de Bin Laden és un "èxit significatiu" per a la seguretat d'aliats de l'OTAN, segons informa Reuters.[66]
- Nova Zelanda: John Phillip Key, primer ministre, manifestava que "el món és un lloc més segur sense Ossama bin Laden", però "la mort de Laden pot no significar un final per al terrorisme".[67]
- Països Baixos: el Primer Ministre neerlandès Mark Rutte lloa el valor i la determinació que la gent mostrava durant la missió. I diu, també, que això és un cop essencial a la xarxa Al-Qaida. Ha presentat els seus compliments al President Obama però també deia que això no és el final de terrorisme.[68]
- Noruega: el Ministre Jonas Gahr Støre Noruec anomenava la mort d'Ossama bin Laden "la ruptura completament en la baralla contra terror", però insistia en què l'amenaça d'al-Qaida romangués.[69]
- Autoritat Nacional Palestina: "Aconseguint lliurar Bin Laden és bo per a la causa de pau a escala mundial excepte quins comptes ha de vèncer el discurs i els mètodes violent;- allò es creava i es fomentava per Bin Laden i altres al món", deia el portaveu Ghassan Khatib.[66]
- Polònia: deia el ministre "Es pot fer justícia. Felicitats per als aliats. Se'ns complau amb la gent americana".[70]
- Filipines: la Policia Nacional Filipina descrivia la mort de Laden com "una victòria per a tota la pau que estimava ciutadans i un cop essencial per als terroristes i per al terrorisme d'Ossama". Les autoritats filipines creuen que hi ha gent que es connecta a la xarxa de l'al-Qaeda d'Ossama bin Laden i pot cometre un atac de venjança.[71]
- Rússia: "Rússia era entre els primers països per encarar-se amb els perills inherents a terrorisme global, i, desafortunadament, sap que el tema d'Qaeda no són rumors", deia Kremlin. "La retribució arribarà inevitablement a tots els terroristes".[72]
- Singapur: el ministeri d'Afers Exteriors deia, "l'assassinat d'Ossama bin Laden […] és una fita significativa en la lluita en contra de terrorisme internacional".[73]
- Suècia: el ministre d'afers exteriors Carl Bildt escrivia un tweet dient que "Un món sense Osama Bin Laden és un millor món. La seva aversió era una amenaça per a tots nosaltres".[74]
- Turquia: el president Abdullah Gul deia que la mort de Laden "hauria de ser una lliçó el fet que el líder de l'organització terrorista més perillosa i sofisticada del món es capturi d'aquesta manera".[57]
- Regne Unit: el Primer Ministre David Cameron deia que la mort de Laden "donaria un gran alleujament" al voltant del món Occidental.[61]
- Ciutat del Vaticà: el portaveu del Vaticà Fr. Federico Lombardi deia que els cristians s'"alegren" d'una mort, que la mort de Laden serveix per recordar-los sobre "la responsabilitat de cada persona davant de Déu i dels homes", esperança que expressa que la mort de Laden "no seria una ocasió més d'odi, de no ser per la pau". El Vaticà passava a dir que Ossama bin Laden ha de respondre a Déu per haver matat un número innombrable de gent i per explotar religió.[75]
- Iemen: un oficial governamental descrivia la mort d'Ossama com a "moment veritablement històric". "Donem la benvinguda a les notícies... els milions de persones dormiran en pau aquesta nit, Ossama bin Laden era més que una xifra simbòlica, un líder espiritual per a al Qaeda. Però això és definitivament un cop fort a l'organització", deia l'oficial, que no volia ser anomenat perquè no se l'autoritza a parlar amb els mitjans de comunicació."[72]